# Еспланада (Сінгапур)

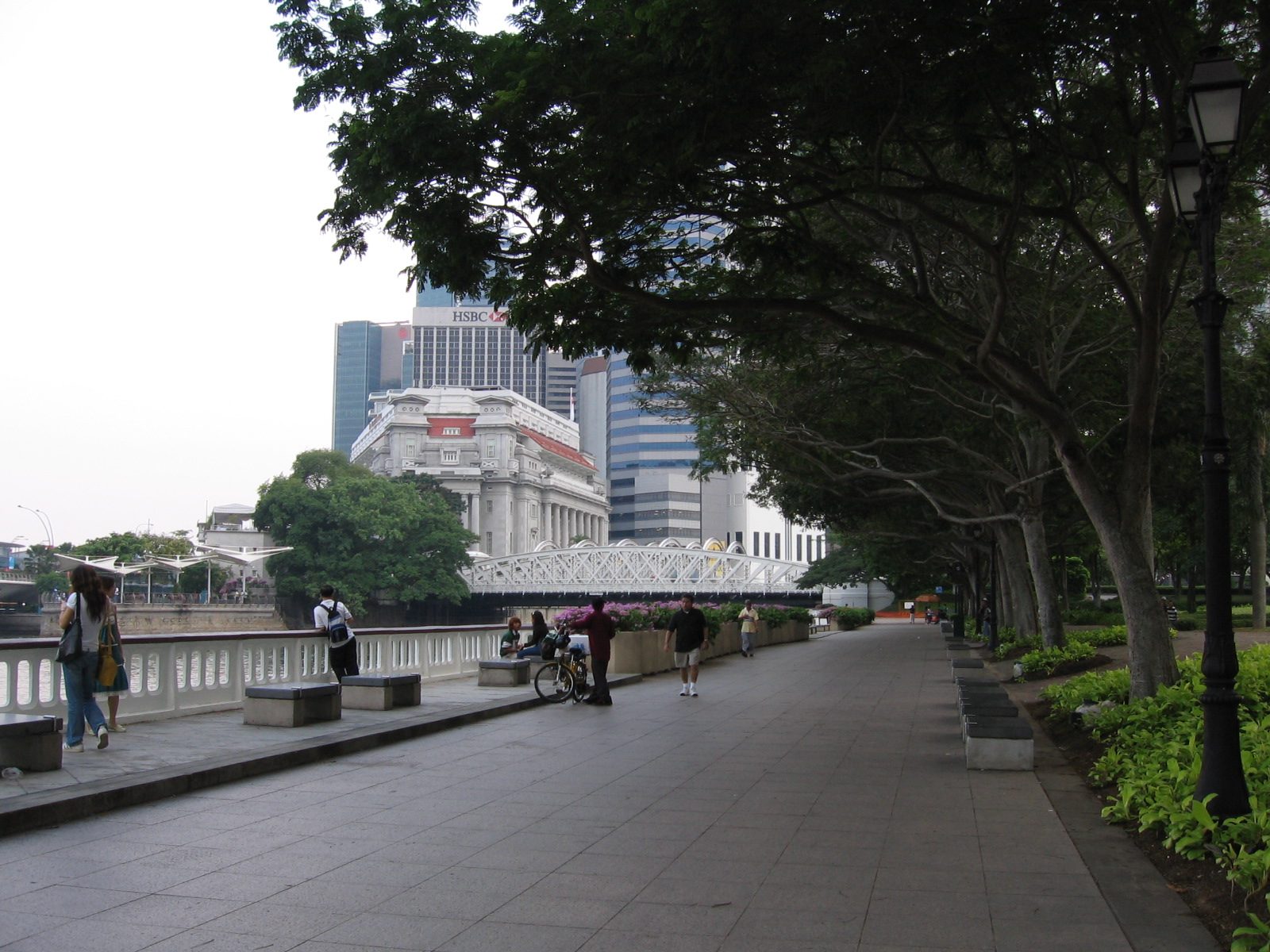
Queen Elizabeth Walk on the Esplanade, Singapore

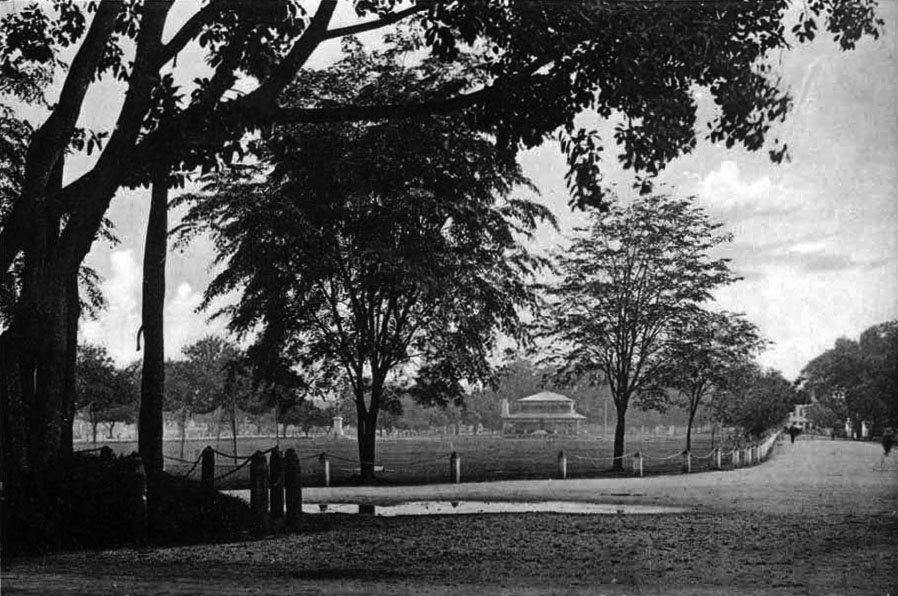
The Esplanade, c. 1900

Еспланада (англ. Esplanade) — район в центрі Сінгапура, що розташований на березі на північ від гирла річки Сінгапур. Найбільшу територію займає парк Еспланада (Esplanade Park), в якому знаходився торговельній центр Сате (англ. Satay outlets). Згодом, Сате було перенесено до Кларк Кі (англ. Clarke Quay) через будівництво однойменного мистецького центру Еспланада (Esplanade — Theatres on the Bay).

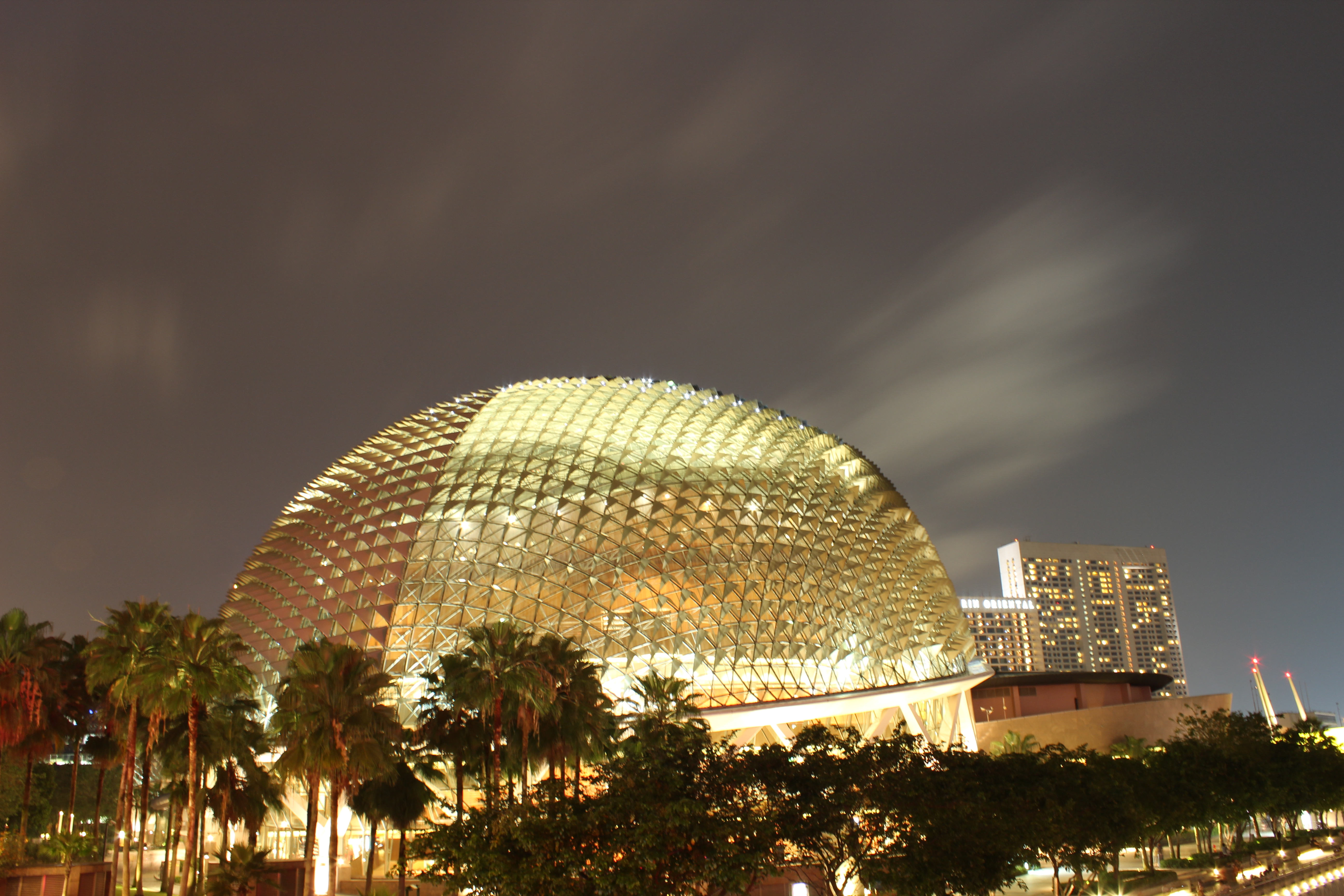
Esplanade — Theatres on the Bay

 Окрім відвідування різноманітних вистав, жителі Сінгапуру часто приходять до Еспланади провести час, насолоджуючись його мальовничими краєвидами на річку Сінгапур. Зупинка річного порому була нещодавно відкрита для зручності відвідувачів.

## Етимологія та історія
У 1850 роки, Еспланадою називали Паданг (англ. Padang), раніше відомий як Рівнина (англ. The Plain), що розташована перед мерією (англ. City Hall) і зображена на картинах Джона Тернбулла Томсона «The Esplanade from Scandal Point» (1851).
Пізніше, в 1943 роках, Еспланадою називали території, що сьогодні належать до Алеї Королеви Єлизавети (англ. Queen Elizabeth Walk). Обидві території (Еспланада та Алея Королеви Єлизавети) були отримані в результаті меліораціі.
У парку розташовані кілька пам'ятників, зокрема Кенотаф (The Cenotaph), що був завершеній у 1922 році; пам'ятник колишній індійській національній армії (Former Indian National Army Monument); фонтан Тан Кім Сенг (Tan Kim Seng Fountain), якій був перевезенній з площі Фулертон (Fullerton Square) в 1925 році; Лім Бо Сенг Меморіал (який був відкритий в 1954 році).
Алея Королеви Єлизавети займає площу близько 9,5 га (38000 м2). Алея була завершена в 1953 році і була названа на честь коронації Її Величності Королеви Єлизавети, що відбулася 30 травня 1953 року.
Таміли називали Еспланаду «січеневе місце» через спортивні заходи, що проводяться там на Новий рік. Китайці називають місце Туа Лок Ченг Чау По або «галявина навпроти верховного суду», посилаючись на Паданг перед Верховним судом.